# Apolima

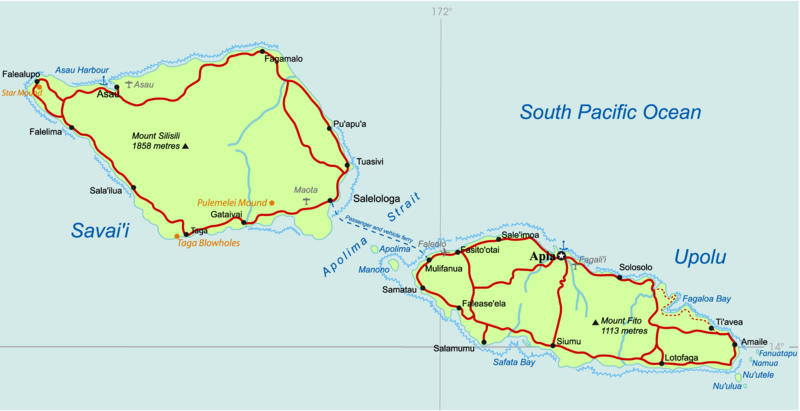
Lägeskarta

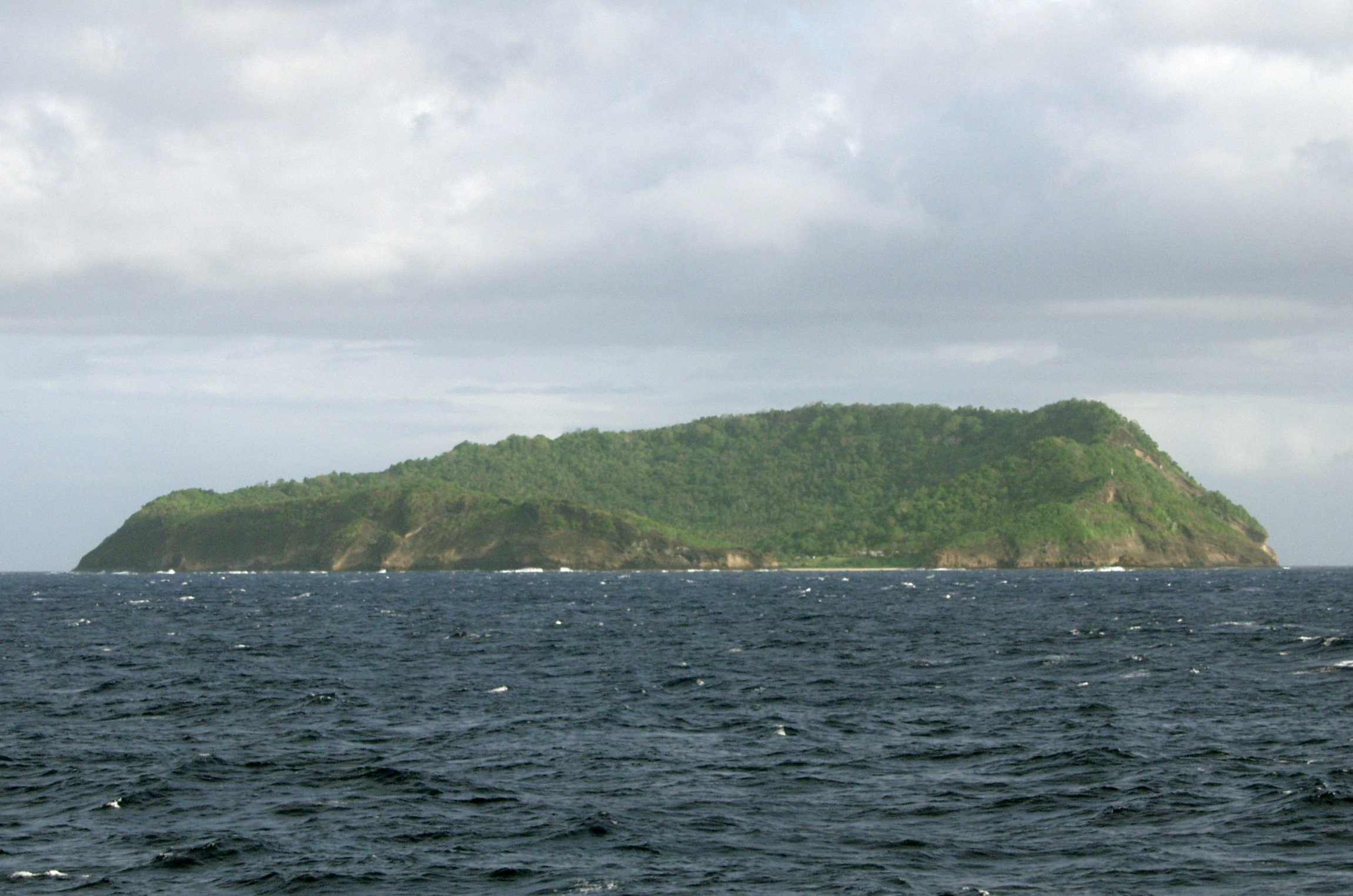
Apolima

Apolima (samoanska  'O Apolima) är en ö i Samoa i södra Stilla havet.

## Geografi
Apolima ligger cirka 8 km sydväst om huvudön Upolus västra kust och ca 2 km sydväst om Manonoön.
Ön är av vulkaniskt ursprung och har en areal om ca 1,15 km². Det är den minsta bland de bebodda öarna i Samoa och ön ligger i Apolimasundet ca 1 km utanför korallrevet som omger Upolu.
Den högsta höjden är vulkantoppen på ca 165 m ö.h.
Det finns varken bilar eller vägar på ön.
Befolkningen uppgår till ca 75 invånare (2006) där alla bor i öns enda ort Apolima Fou på öns norra del, orten ligger på den ena sidan i den eroderade vulkankratern direkt vid stranden. Förvaltningsmässigt ingår ön i distriktet "Aiga-i-le-Tai".
Ön kan endast nås med fartyg då den saknar flygplats. För att nå kusten måste man passera en endast ca 50 m bredd öppning i kraterkanten och passagen blockeras dessutom av flera klippor. Papalotoklippan (ligger mitt i öppningen), Paugalugaklippan (strax innanför) samt Tautuliosoklippan (strax utanför) lämnar endast en smal passage i krateröppningens östra del.

## Historia
Samoaöarna beboddes av polynesier sedan 1000-talet f.Kr..
Den franske upptäcktsresanden Jean-François de La Pérouse blev i december 1787 den förste europé att upptäcka Apolima tillsammans med Manono och Savaii då varken Jakob Roggeveen 1722 eller Louis Antoine de Bougainville 1768 siktade dessa öar.
2006 upptogs ön tillsammans med Manono och Nu'ulopa på Samoas tentativa världsarvslista.